# Ammatucha
Ammatucha is een geslacht van vlinders van de familie snuitmotten (Pyralidae), uit de onderfamilie Phycitinae.

## Soorten
- A. piti Roesler, 1983
- A. porisada Roesler & Kuppers, 1979
- A. semiirrorella Hampson, 1896